# Linderos de Aragoto
Linderos de Aragoto es un caserío peruano ubicado en el distrito de Ayabaca, perteneciente a la provincia homónima del departamento de Piura, al norte del Perú. 

## Ubicación
Linderos de Aragoto es uno de cuatro se caseríos de Aragoto, ubicado al noreste de la provincia de Ayabaca, en el distrito de Ayabaca, en el departamento de Piura.

## Demografía
En 2017 Linderos de Aragoto tenía una población de 88-105 habitantes.
| Gráfica de evolución demográfica de Linderos de Aragoto entre 1993 y 2017 |
|                                                                           |
| Fuentes: Población 1993 y 2017                                            |

 Cuenta con 25 viviendas. Se encuentra en uno de los sectores de mayor pobreza del departamento de Piura.